# Мусто, Дамиан
Дамиан Марсело Мусто (исп. Damián Marcelo Musto; родился 9 июня 1987 года, Касильда, провинция Санта-Фе) — аргентинский футболист, полузащитник испанского клуба «Картахена».

## Биография
Мусто — воспитанник клуба «Кильмес». В 2005 году он дебютировал в аргентинской Примере. В 2007 году команда вылетела из элиты, но Дамиан остался в клубе. Летом 2008 года Мусто перешёл в «Атлетико Тукуман». 10 августа в матче против «Сан-Мартин Сан-Хуан» он дебютировал за новую команду. По итогам дебютного сезона Дамиан помог клубу выйти в элиту. 22 августа в поединке против «Сан-Лоренсо» он дебютировал в высшем дивизионе.
Летом 2010 года Мусто перешёл в итальянскую «Специю». 23 августа в матче против «Алессандрии» он дебютировал в итальянской Серии C.
По окончании сезона Дамиан вернулся на родину, подписав контракт с «Олимпо». 7 августа в матче против «Бока Хуниорс» он дебютировал за новую команду. По итогам сезона клуб вылетел из элиты, но Мусто остался в команде. 2 сентября 2012 года в поединке против «Альдосиви» Дамиан забил свой первый гол за «Олимпо». По итогам сезона он помог клубу вновь вернуться в элиту. Летом 2014 года Мусто перешёл в «Росарио Сентраль» на правах аренды. 9 августа в матче против своего бывшего клуба «Кильмеса» он дебютировал за новую команду. 21 сентября в поединке против «Арсенала» из Саранди Дамиан забил свой первый гол за «Росарио Сентраль». В начале 2016 года клуб выкупил трансфер Мусто у «Олимпо» за 920 тыс. евро.
Летом 2017 года Мусто перешёл в мексиканскую «Тихуану». Сумма трансфера составила 1,9 млн евро. 22 июля в матче против «Крус Асуль» он дебютировал в мексиканской Примере. 26 августа в поединке против «Пачуки» Дамиан забил свой первый гол за «Тихуану».
Летом 2018 года Мусто на правах аренды перешёл в испанскую «Уэску». В матче против «Эйбара» он дебютировал в Ла Лиге. В 2020 году на правах аренды выступал за бразильский «Интернасьонал». С 2021 года играет за уругвайский «Пеньяроль».